# Alfred Haberpointner

Alfred Haberpointner (2013)

Alfred Haberpointner (* 1966 in Ebenau) ist ein österreichischer Bildhauer.

## Leben
Nach dem Besuch der Bildhauerschule Hallein studierte er von 1986 bis 1991 an der Kunstuniversität Linz bei Professor Erwin Reiter. Studienreisen nach New York, Paris und längere Aufenthalte rund um Genua folgten. Er beschäftigte sich in diesen Jahren vorwiegend mit Proportionen, es entstanden Werkserien mit den Titeln „Gewichtung“.
Seine Entwicklung setzte sich in den Gebieten Struktur, Raum und Textur fort. Körper und Raum sowie die Verzahnung von beiden sind Themen, die bis heute in den Werken vorhanden sind. Alfred Haberpointner lebt und arbeitet in Leonding bei Linz und in Ebenau bei Salzburg. Der Künstler ist verheiratet mit Maria Haberpointner und hat zwei Kinder (Mirjam und Nico).

## Werk
Alfred Haberpointner ist ein Bildhauer, der sich in seiner Arbeit bewusst dem Material Holz zuwendet: „Entscheidend ist diese Art von Liebe zum Holz. Auf der einen Seite ist es etwas, mit dem ich sehr stark verbunden bin. Auf der anderen Seite bemühe ich mich, diese Verbundenheit zu überwinden, sie wieder abzuschütteln, sie in den Hintergrund zu drängen.“
Das Verdrängen von Holz stellt sich im Werk von Alfred Haberpointner vor allem als ein Verdrängen der Holzsichtigkeit dar. In verschiedenen Arbeiten überzieht er die gesamte Oberfläche mit dicht aneinander gesetzten Eisenplättchen. Drastischer geht Haberpointner bei einigen Köpfen vor, die er komplett mit Blei überzieht. Für die Wahrnehmung der Bildwerke entscheidend ist aber die Offenheit der künstlerischen Methode: Die Eisenplättchen lassen beispielsweise noch immer den darunterliegenden Holzkörper erkennen, und die Nahtstellen des Bleimantels machen erst darauf aufmerksam, dass es sich hier lediglich um eine Hülle und nicht um ein massives Metallobjekt handelt. Kontrapunktisch verfährt Haberpointner bei seinen gehackten oder geschlagenen Objekten, in denen er die Eigenschaften des Holzes geradezu verdeutlicht. Mit Kettensägen und durch gezielte Axtschläge reißt er die Oberfläche auf, legt die Fasern des Materials frei und erzeugt so eine Textur, deren Rhythmus, Gerichtetheit oder Intensität der Betrachter nachzuvollziehen sucht. Gemein ist beiden Vorgehensweisen eine Auseinandersetzung mit dem Werkstoff, sei es durch Affirmation oder bewusste Negation.

Arbeiten von Alfred Haberpointner

Die Werke Alfred Haberpointners verlangen nach einem genauen Beobachten, einem wörtlichen Spurenlesen. Wie subtil und vielfältig diese Zeichen angelegt sind, wird in Haberpointners Beschäftigung mit Werkreihen deutlich. Immer wieder und beharrlich widmet der Künstler sich einer elementaren Problemstellung: Sind es in den 1990er-Jahren vornehmlich Fragen der Proportion, die er in unzähligen seiner sogenannten Gewichtungen versucht auszuloten, so ist es auch immer wieder der menschliche Kopf, den der Künstler heranzieht und seriell durchdekliniert. Für das Kunstverständnis Haberpointners ist es hierbei elementar, dass der Künstler in einem mit der Natur vergleichbaren Prozess der Formfindung steht: „Mit Ausnahmen der Arbeiten auf und mit Papier ist es oft ein langes, fast meditatives Dahinarbeiten über Tage, über Wochen, um ein Werk zum Abschluss zu bringen. Die Natur macht im Grunde dasselbe! Dieser Prozess, den ich versuche, auf ein Material zu übertragen, ist meist ein langwieriger. Es ist also nicht der spontane Ausdruck, der hier im Vordergrund steht, sondern die Formfindung über eine gewisse zeitliche Kontinuität hinweg.“

## Einzelausstellungen
| - 1992: Galerie Academia, Salzburg (AT) - 1994: Galerie Reckermann, Köln (DE) - 1995: Galerie Academia, Salzburg (AT) - 1995: Künstlerhaus, Palais Thurn und Taxis, Bregenz (AT) - 1996: Galerie Chobot, Wien (AT) - 1997: Museum Moderner Kunst, Wörlen, Passau (DE) - 1997: Galerie Serge Ziegler, Zürich (CH) - 1999: Galerie Reckermann, Köln (DE) - 2000: Oskar Kokoschka Galerie, Prag (CZ) - 2002: Galerie Reckermann, Köln (DE) - 2002: Kunstraum Fuhrwerkswaage, Köln (DE) - 2002: Galerie Chobot, Wien (AT) - 2004: „Konkrete Verwandlungen“, Museum Würth, Künzelsau (DE) - 2004: MAM Galerie Mario Mauroner Contemporary Art, Salzburg (AT) - 2004: Galerie Chobot, Wien (AT) - 2005: Galerie Eugen Lendl, Graz (AT) - 2006: Würth Art Room, Böheimkirchen (AT) - 2006: Galerie Renate Bender, München (D) - 2007: Kollegienkirche, Salzburg - 2007: Kunstraum St. Virgil, Salzburg (AT) - 2008: Würth Kulturforum, Kolding (DK) - 2008: Galerie Schmidt, Reith in Tirol (AT) - 2008: Galerie Gölles, Fürstenfeld (AT) - 2010: MAM Galerie Mario Mauroner Contemporary Art, Salzburg (AT) - 2010: Galerie Chobot, Wien (AT) - 2010: Schloss Wilhering, Linz (AT) - 2011: Galerie C-Art, Dornbirn (AT) - 2011: Museum Beelden aan Zee (NL) | - 2012: Gerhard Marcks Haus, Bremen (DE) - 2012: OÖ Landesgalerie, Linz (AT) - 2013: Galerie Chobot, Wien (AT) - 2013: Galerie Gölles, Fürstenfeld (AT) - 2014: „Reliefs“, Mario Mauroner - Contemporary Art, Salzburg (AT) - 2014: Galerie 422, Gmunden (AT) - 2014: Galerie VON&VON, Nürnberg (DE) - 2015: Mario Mauroner, Contemporary Art, Vienna (AT) - 2015: Helene Bailly Gallery, Paris (FR) - 2015: Galerie Quintessens, Utrecht, (NL) - 2015: Galerie Chobot, Wien (AT) - 2015: Galerie im Feuerwerk, Fügen (AT) - 2016: Mario Mauroner, Contemporary Art, Salzburg (AT) - 2016: Espacio Micus, Ibiza (ES) - 2017: Galerie Schmidt, Reith / Tirol (AT) - 2017: Opera Gallery, Dubai (VAE) - 2017: Helene Bailly Gallery, Paris (FR) - 2017: Mario Mauroner Contemporary Art, Salzburg (AT) - 2018: Gallery Scheffel, Bad Homburg (DE) - 2018: Gallery 422, Gmunden (AT) - 2018: Opera Galerie, Zürich (CH) - 2019: Opera Gallery, Miami (USA) - 2019: Galerie Gölles, Fürstenfeld (AT) - 2019: Opera Gallery, Genf (CH) - 2021: Gallery Kovacek-Zetter, Vienna (AT) - 2021: Gallery Renate Bender, München (DE) - 2021: Salzburg Museum, Salzburg (AT) - 2021: Gallery Mario Mauroner, Salzburg (AT) - 2022: Galerie am Lindenplatz, Vaduz (FL) |

## Gruppenausstellungen
- 1992: „Österreichische Gegenwartskunst des 20. Jh.“, Galerie Academia, Salzburg (AT)
- 1992: „Österreichische Kunst“, Museum Würth, Künzelsau (DE)
- 1993: „Junge Kunst aus Österreich“, Galerie MAM Galerie Mario Mauroner, Salzburg (AT)
- 1993: „Abstrakte Tendenzen“, Museum Würth, Künzelsau (DE)
- 1993: „Malerei aus Österreich“, Trans-Art, Köln (DE)
- 1994: „Wotruba und die Folgen, – Österreichische Skulptur seit 1945“, Museum Würth, Künzelsau (D) und Rupertinum Salzburg sowie BAWAG Foundation, Wien (AT)
- 1994: „Poesie und Suggestion“, Galerie Academia, Salzburg (AT)
- 1995: „Salzburg – Trento“, Museo Civico, Trento (IT)
- 1996: „Kunst aus Österreich von 1896 bis 1996“, Kunst- und Ausstellungshalle der Bundesrepublik Deutschland, Bonn (DE)
- 1997: The Huberte Goote Gallery, Zug (CH)
- 1998: „Schöpferische Dichte – Österreichische Kunst in der Sammlung Würth“, Museum Würth, Künzelsau (DE)
- 1999: „Zeitschnitt 1900–2000. 100 Jahre 100 Werke“, Wolfgang Gurlitt Museum, Linz (AT)
- 1999: „Die Sammlung der Stadt Wien“, Kunsthalle Wien (AT)
- 2000: „Time – Timless“, Egon Schiele Art Centrum, Krumau (CZ)
- 2000: „Die Natur der Dinge“, Kunstraum Dornbirn (AT)
- 2000: „Annäherung an die Konstruktion“, Kunsthalle Erfurt (DE) und Kunstverein Steyr (AT)
- 2001: „Connecting Worlds“, J. F. Kennedy Center, Washington, D.C. (USA)
- 2001: „Einblick – Ausblick – Überblick“, Kunsthalle Würth, Schwäbisch Hall (DE),
- 2001: „Die Farbe Schwarz“, Oberösterreichisches Landesmuseum, Linz (AT),
- 2001: „Von Degas bis Richter“, Rupertinum, Salzburg (AT)
- 2002: „Heintz’s Wonderland – Aspects de la sculpture contemporaine“, Galerie l’Independance und Banque International à Luxembourg (LU)
- 2003: „30 Jahre Galerie im Traklhaus“ Galerie im Traklhaus, Salzburg und Galerie am Stein, Schärding (AT)
- 2003: „50. Salon Montrouge“, Paris, Genua, Salzburg, Barcelona, Addison Fine Arts, San Francisco (USA)
- 2006: Körper, Raum Objekte, Niederösterreichisches Dokumentationszentrum für Moderne Kunst, St. Pölten (AT)
- 2006: „Der Schuh in der Kunst“, Galerie im Traklhaus, Salzburg (AT),
- 2006: „Plastiken, Objekte“, Kunstmuseum Lentos, Linz (AT), Galerie Goldener Engel, Hall i. Tirol (AT)
- 2006: „Paradiso et Inferno“, MAM Galerie Mario Mauroner Contemporary Art, Salzburg (AT)
- 2006: „Spitze Verführung – Von Manets Nana zu Alfred Haberpointners Bleidessous“, Oskar Reinhard Museum am Stadtgarten, Winterthur (CH)
- 2007: „Malerei und Skulptur. Horst Thürheimer und Alfred Haberpointner“, Städtische Galerie, Rosenheim (DE)
- 2008: „Schaurausch“, OK-Centrum für Gegenwartskunst, Linz (AT)
- 2008: „35th anniversary exhibition“, MAM Galerie Mario Maurer Contemporary Art, Salzburg (AT)
- 2009: „Hauptsache Köpfe“, Galerie Reckermann, Köln (DE)
- 2009: „One night stand“, Oberösterreichische Landesgalerie, Linz (AT)
- 2009: „We“, MAM Galerie Mario Mauroner Contemporary Art, Salzburg (AT)
- 2009: „Die Sammlung Monauni“, Kunstmuseum Liechtenstein, Vaduz (FL)
- 2009: „Winterreigen“, Galerie Schmidt, Reith in Tirol (AT)
- 2009: „Essen in der Kunst“, Galerie im Traklhaus, Salzburg (AT)
- 2010: „Surface – Oberfläche als Prinzip“, Landesgalerie Oberösterreich, Linz (AT)
- 2010: „You never know what will happen next“, Lentos Kunstmuseum, Linz (AT)
- 2010: „Dreams“, MAM Galerie Mario Mauroner Contemporary Art, Salzburg (AT)
- 2010: „Raum Körper Einsatz“, MUSA, Wien (AT)
- 2010: „Crossover“, WELTI modern art, Zürich (CH)
- 2011: Galerie Schmidt, Reith in Tirol (AT)
- 2011: „Realität und Abstraktion“, Museum Liaunig, Neuhaus (AT)
- 2011: „Ich traue meinen Augen nicht“, Karikaturmuseum, Krems (AT)
- 2011: „Great“, MAM Galerie Mario Mauroner Contemporary Art, Salzburg (AT)
- 2011: „Blickachsen 8“, Bad Homburg (DE)
- 2011: „Überschneidungen III“, Galerie Walker, Weizelsdorf (AT)
- 2011: „Waldeslust“, Kunsthalle Würth, Schwäbisch Hall (DE)
- 2012: “Constructed”, Stadtgalerie Salzburg (AT)
- 2012: „Realität und Abstraktion II“, Museum Liaunig, Neuhaus (AT)
- 2012: „Waldeslust“, Kunsthalle Würth, Schwäbisch Hall (DE)
- 2012: „Primavera“, Mario Mauroner Contemporary Art Salzburg (AT)
- 2012: „Das Kreuz mit der Bildhauerei“, Dom Museum Wien (AT)
- 2012: „Winterreigen“, Gallery Schmidt, Tirol (AT)
- 2013: „Schöpferische Dichte“, Art Room Würth, Böheimkirchen (AT)
- 2013: „AEIOU - Österreichische Aspekte in der Sammlung Würth“, Museum Würth, Künzelsau (DE)
- 2013: Galerie Renate Bender, München (DE)
- 2013: „Von der Fläche zum Raum“, Museum Liaunig, Neuhaus (AT)
- 2013: „Sampling“, Stift Ossiach (AT)
- 2013: „AITRES“, Mario Mauroner Contemporary Art Salzburg (AT)
- 2013: „Salzburger in Wien“, Gallery in Traklhaus, Salzburg (AT)
- 2014: “The physicallity and the spiritual”, Mario Mauroner Contemporary Art, Salzburg (AT)
- 2014: „Bildwelten der Reduktion“, Kunstraum RLB, Innsbruck (AT)
- 2014: „Faszination Farbe“, Kunsthaus Fürstenfeldbruck (DE)
- 2014: “L` Art en bleu”, Helene Bailly Gallery, Paris (F)
- 2015: „WALDESLUST“, Forum Würth, Rorschach (CH)
- 2015: Gallery Goldener Engel, Hall (A)
- 2015: „Pacours D`Art“, Mario Mauroner Contemporary Art, Salzburg (A)
- 2015: „Andante Giocoso“, MAM Contemporary, Wien (A)
- 2015: “Improvisation et Abstraktion”, Helene Bailly Gallery, Paris (F)
- 2016: Gallery Gölles (AT)
- 2016: „100 Köpfe“, DIE GALERIE, Frankfurt/Main, (DE)
- 2016: Art Paris, Art Karlsruhe, Art Austria, Art Miami, Vienna Art Contemporary, Art Fair Köln, Art Elysee / Paris
- 2017: „Blickachsen 11“, Bad Homburg (DE)
- 2017: Schloss Ebenau - Gallery Walker, Klagenfurt (AT)
- 2017: Art Karlsruhe, Art Austria
- 2017: “The Monaco Masters Show”, Opera Gallery, Monaco (MCO)
- 2017: „AEIOU - Österreichische Kunst in der Sammlung Würth“, Würth Art Forum, Capena (IT)
- 2017: „Ein Original von....“, Gallery Gölles, Fürstenfeld (AT)
- 2017: „Malerei und Skulptur“, Gallery Scheffel, Bad Homburg (DE)
- 2017: “Wood”, Galerie Frey, Wien (AT)
- 2017: „Winterreigen“, Galerie Schmidt, Reith, Tirol (AT)
- 2018: „Die Sammlung Liaunig in Bewegung“, Neuhaus (AT)
- 2018: „Erlesenes auf der Kunstkammer Würth“, Domquartier, Salzburg (AT)
- 2018: “The Monaco Masters Show”, Opera Gallery, Monaco (MCO)
- 2018: „Konkrete Verwandlungen“, Galerie am Lindenplatz, Vaduz (FL)
- 2018: “Masters Unveiled”, Opera Gallery, Zürich (CH)
- 2018: „Im kleinen Format“, Gallery Scheffel, Bad Homburg (DE)
- 2018: „25 Jahre Galerie Schmidt“, Reith / Tirol (AT)
- 2019: “Mozart discussing La Boheme with Ludwig Wittgenstein”, Mario Mauroner Contemporary Art, Salzburg (AT)
- 2019: “Illuminations of ideas”, Galerie VON UND VON, Nürnberg (DE)
- 2019: “Blue”, Gallery Mario Mauroner Contemporary Art, Vienna (AT)
- 2019: “NATURE(S) A FLEUR DE PINCEAU”, Helene Bailly Gallery, Paris (FR)
- 2019: “THE MONACO MASTERS SHOW”, Opera Gallery, Monaco (MCO)
- 2019: „Die Farbe BLAU“, Mario Mauroner Contemporary Art, Salzburg (AT)
- 2019: “Like Home”, Die Sammlung Frohnberg, Stadtgalerie Salzburg, Salzburg (AT)
- 2019: „Die Spitze des Eisbergs“, Museum der Moderne, Salzburg (AT)
- 2019: “BLACK and BLUE”, Fougaro Art Center, Nafplion (GR)
- 2020: „AEIOU“, Austrian Art from the Würth Collection, Galerie Würth, Hagan (NOR)
- 2020: „Highlights aus der Galerie 422“", Gmunden (AT)
- 2020: Galerie Kovacek - Zetter, Wien (AT)
- 2020: „Weitblick - Reinhold Würth und seine Kunst“, Museum Würth 2, Künzelsau (DE)
- 2020: “Light after Darkness”, Mario Mauroner Contemporary Art, Salzburg (AT)
- 2020: „Abstraktion“, Helene Bailly Galerie, Paris (FR)
- 2020: „Bilder und Skulpturen“, Galerie Kovacek und Zetter, Wien (AT)
- 2020: „Objekte der Kunst“, Galerie am Lindenplatz, Vaduz (LIE)
- 2020: “For Beiruth with Love”, Opera Galerie, Beiruth (LBN)
- 2021: “People diversity”, Galerie Kovacek & Zetter, Wien (AT)[4]

## Öffentliche Sammlungen
- Museum Beelden aan Zee (NL)
- Sammlung Würth (DE)
- Museum Liaunig (AT)
- MUSA Wien (AT)
- Lentos Linz (AT)
- Museum der Moderne Salzburg (AT)
- Oberösterreichische Landesgalerie (AT)

## Auszeichnungen
- 1990: Förderpreis der Kunstuniversität Linz
- 1997: Theodor Körner Preis
- 2001: Förderpreis Land Oberösterreich[5]

## Publikationen (Auswahl)
- Alfred Haberpointner – Skulpturen, Text: Peter Baum, Eigenverlag 1992
- Haberpointner – Bilder und Skulpturen, Text: Christiane Vielhaber, Ausstellungskatalog Galerie Reckermann Köln, Galerie Academia, Salzburg, Köln, 1994
- Haberpointner – Bilder und Skulpturen, Text: Margit Zuckriegl, Hanne Weskott, Lucien Kayer, Ausstellungskatalog Kunstverein Kärnten Klagenfurt, Galerie Academia Salzburg, Salzburg, 1996
- Alfred Haberpointner – Skulpturen, Text: Michael Bockemühl, Ausstellungskatalog The Huberte Goote Gallery Zug, Museum Moderner Kunst Wörlen Passau, 1997
- Haberpointner – Bilder und Skulpturen, Text: Peter Weiermaier, Ausstellungskatalog Galerie Reckermann Köln, Galerie Chobot Wien, Galerie Academia Salzburg, Köln 1999
- Arsenal der Köpfe, Text: Dieter Ronte, Ausstellungskatalog Kunstraum Fuhrwerkswaage Köln, Köln 2002. ISBN 3-930636-46-8
- Alfred Haberpointner – Konkrete Verwandlungen, Text: Carl Aigner, Ausst. Kat. Museum Würth Künzelsau, Karlsruhe 2004. ISBN 3-89929-017-8
- Museum Beelden aan Zee (Hg.), Köpfe/Heads Sculptures and Drawings, Text: Dick van Broekhuizen, Ausstellungskatalog Museum Beelden aan Zee, Hiorn 2010
- Der Haken der Bildhauerei – Alfred Haberpointner, Gerhard Marcks Haus, Oberösterreichische Landesgalerie, Text: Arie Hartog, Yvette Deseyve, Paolo Bianchi, Martin Hochleitner. 2011. ISBN 3-86832-088-1
- Alfred Haberpointner – Von Existenz und Form, Galerie Kovacek & Zetter, Wien, 2021. ISBN 978-3-9519853-4-3[6]
- Melanie Greußing / Peter Husty (Hrsg.): Alfred Haberpointner: Werke. works: 2000–2021. Residenz Verlag, Salzburg / Wien 2021, ISBN 978-3-7017-3557-0.

## Film
- Thinking and Feeling – Filmdokumentation über Alfred Haberpointner von Johanna Tschautscher, 2011